# Brauerei Jos. Baumgartner
Die Brauerei Jos. Baumgartner ist eine österreichische Bierbrauerei mit Sitz in Schärding, die sich im Besitz der „Gemeinnützigen Baumgartner-Spanlang-Stiftung“ befindet.

## Geschichte
Brauereien gab es in Schärding stets mehrere. Das Stammhaus der Firma Baumgartner innerhalb der damaligen Stadtmauern wurde 1609 erstmals erwähnt. Seit damals befindet sich das Unternehmen, in wechselnder Rechtsform, in Familienbesitz. Das erwähnte Stammhaus in der Denisgasse beherbergte bis 2011 auch den Sitz des Unternehmens. Das Baumgartner-Bräustüberl „Wirtshaus zur Bums’n“ befindet sich noch heute dort. 1938 erfolgte der Erwerb der Brauerei Niklas im Schloss Niederwesen in Wesenufer an der Donau. Marie Baumgartner heiratete schließlich Othmar Spanlang, der schließlich zum Firmenchef aufstieg und 1950 unerwartet im Alter von nur 49 Jahren starb. Nach seinem Tod übernahm seine Witwe die Geschäftsleitung.
1950 bis 1954 erfolgte der Neubau des Brauereibetriebes vor den Toren der Stadt Schärding, unmittelbar gegenüber dem Sudhaus der Brauerei Kapsreiter. 1973 kam es zur Errichtung eines Großdepots in Linz, um den oberösterreichischen Zentralraum besser beliefern zu können. Nach dem Ableben der Firmenchefin Marie Spanlang (geb. Baumgartner) im Jahr 1989 wurde das Unternehmen mit Brauerei und Steinbrüchen in eine Aktiengesellschaft umgewandelt, an der die neu errichtete „Gemeinnützige Baumgartner-Spanlang-Stiftung“ die Mehrheit hält. Diese Stiftung fördert nach dem Vermächtnis der Gründerin Marie Spanlang gemeinnützige Einrichtungen für behinderte Kinder und betagte Menschen. 2002 wurde in St. Florian am Inn eine neue Logistikhalle für die Brauerei eröffnet. Im Frühjahr 2011 wurde ein neues Verwaltungsgebäude eröffnet, und der Firmensitz vom Standort Denisgasse auf den Standort des neuen Verwaltungsgebäudes in der Franz-Xaver-Brunner-Straße 1 verlegt. Gleichzeitig wurde die Brauerei Baumgartner von einer AG in eine GmbH umgewandelt. Seit Anfang 2022 ist die Brauerei Mitglied bei dem „Verein der Unabhängigen Privatbrauereien Österreichs“.
Ähnlich der ebenfalls in Schärding ansässigen Kapsreiter-Gruppe betrieb die Firma Baumgartner neben der Brauerei auch eine eigene Granit-Industrie mit Steinbrüchen und Schotterwerken in St. Florian am Inn, Schrems und Blauberg. Die nach wie vor bestehenden Baumgartner-Steinbrüche wurden bei der Umstrukturierung 1989 als rechtlich eigenständige Unternehmen Bayerische Granit AG und Schärdinger Granit Industrie AG  in die „Baumgartner-Spanlang-Stiftung“ eingegliedert.

## Infrastruktur

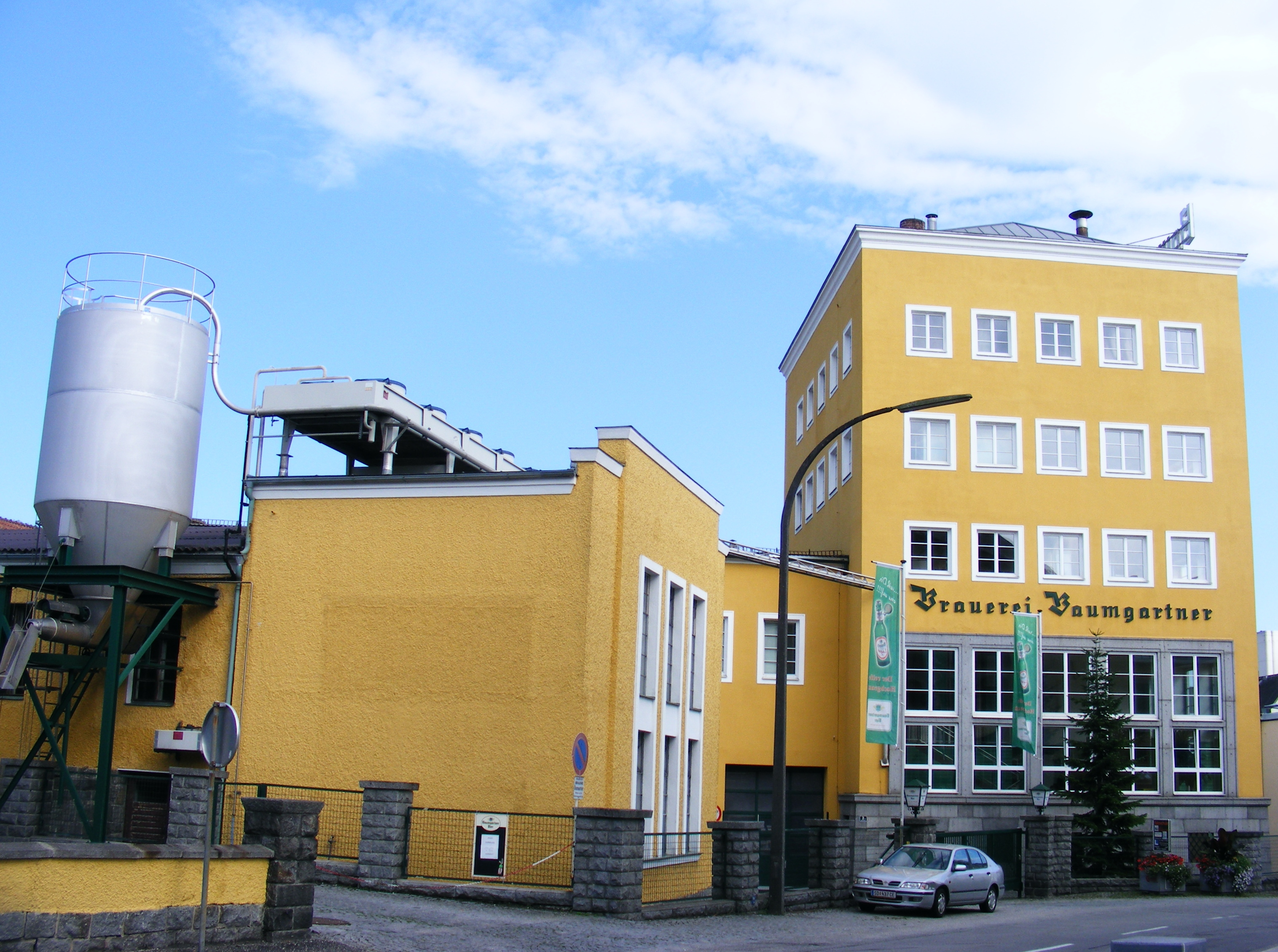
Hauptgebäude der Brauerei Baumgartner, im Zustand des Jahres 2010

Die Hauptgebäude der Brauerei Baumgartner mit Sudhaus und Lager befinden sich am Rand der historischen Schärdinger Innenstadt in der Nähe des Linzer Tores, lediglich durch eine schmale Straße vom Sudhaus der konkurrierenden Brauerei Kapsreiter getrennt. In der historischen Innenstadt von Schärding befindet sich das Stammhaus in der Denisgasse mit dem Baumgartner-Bräustüberl „Wirtshaus zur Bums’n“ als eigener Gaststätte. Seit 1973 besitzt die Brauerei ein Großdepot in Linz, seit 2002 ein Logistikzentrum in St. Florian am Inn. Der zuletzt auf die Herstellung von Limonaden spezialisierte Standort Wesenufer wurde 1993 geschlossen, nachdem die dortige Baumgartner-Brauerei (vormals Brauerei Niklas) schon 1975 eingestellt worden war.

## Sortiment
Neben Biersorten wie Märzen, Zwickl, Pils, Export oder Weizenbier hat die Brauerei auch Biermischgetränke und Limonaden im Sortiment.

## Auszeichnungen
- 2014: Pegasus in Gold, Oberösterreichischer Wirtschaftspreis[4]
- 2014: Silberpreis beim European Beer Star in der Kategorie German-Style Kellerbier Dunkel für das Baumgartner Zwickl Dunkel[5]
- 2016: Goldpreis beim World Beer Cup in der Kategorie Kellerbier or Zwickelbier für das Baumgartner Junghopfenpils.[6]
- 2016: Bronzepreis beim World Beer Cup in der Kategorie South German-Style Hefeweizen für die Baumgartner Weisse Hell.[6]
- 2017: Bronzepreis beim European Beer Star in der Kategorie German-Style Kellerbier Dunkel für das Baumgartner Zwickl dunkel.[7]
- 2017: Goldpreis bei der Austrian Beer Challenge in der Kategorie „Weizen- und Roggenbiere“ für das Baumgartner Weisse dunkel.[8]
- 2018: Goldpreis bei der Austrian Beer Challenge in der Kategorie „Leichtes Lager und Münchner Helles“ für das Baumgartner Märzen.[9]
- 2018: Goldpreis bei der Austrian Beer Challenge in der Kategorie „Weizen- und Roggenbiere“ für das Baumgartner Weisse Hell[9]
- 2018: Goldpreis beim European Beer Star in der Kategorie Fruchtbier für das Baumgartner Braurubin[10]